# Bihari Kálmán
Bihari Kálmán (Okány, 1855. december 6. – Hajdúszoboszló, 1890. január 30.) polgári iskolai tanár.

## Élete
Bihari Péter tanító és Nagy Zsuzsanna fia, Bihari Péter egyetemi tanár öccse. A budai tanárképzőben 1877-ben tett vizsgát a nyelv- és történeti szakcsoportból; előbb a máramarosszigeti református líceumhoz tartozó elemi iskolának volt tanítója és innét ment Hajdúszoboszlóra polgáriskolai tanárnak. 35 éves korában hunyt el 1890-ben. Felesége Soltész Erzsébet volt.

## Munkái
- Elbeszélések. Debreczen, 1885.
- Igazságok az életből. Debreczen, 1890. (Elbeszélések; özvegye rendezte sajtó alá és Rákosi Jenő írt hozzá előszót.)

Első rajza a Pesti Hirlapban jelent meg, beszélyt, verset és tárcát írt a Máramarosba, Képes Néplapba, Budapesti Hirlapba és a Vasárnapi Ujságba (Galiba János szerencséje 1881.), tanügyi cikket írt a máramaros-szigeti Tanügybe.